# Пусте Чемерне
Пусте Чемерне (словац. Pusté Čemerné) — село, громада в окрузі Михайлівці, Кошицький край, Словаччина. Село розташоване на висоті 135 м над рівнем моря. Населення — 372 чол. Вперше згадується в 1254 році. В селі є бібліотека та футбольне поле.

## Населення
| Рік:            | 1994. | 2004.   | 2014.   | 2024.   |
| --------------- | ----- | ------- | ------- | ------- |
| Кількість осіб: | 374   | 372     | 352     | 374     |
| Різниця:        |       | -0,53 % | -5,37 % | +6,25 % |

| Рік:            | 2023. | 2024.   |
| --------------- | ----- | ------- |
| Кількість осіб: | 364   | 374     |
| Різниця:        |       | +2,74 % |

## Пам'ятки
У селі є греко-католицька церква святого Миколая з кінця 18 століття в стилі бароко-класицизму.